# Целовальник, Сергей Анатольевич

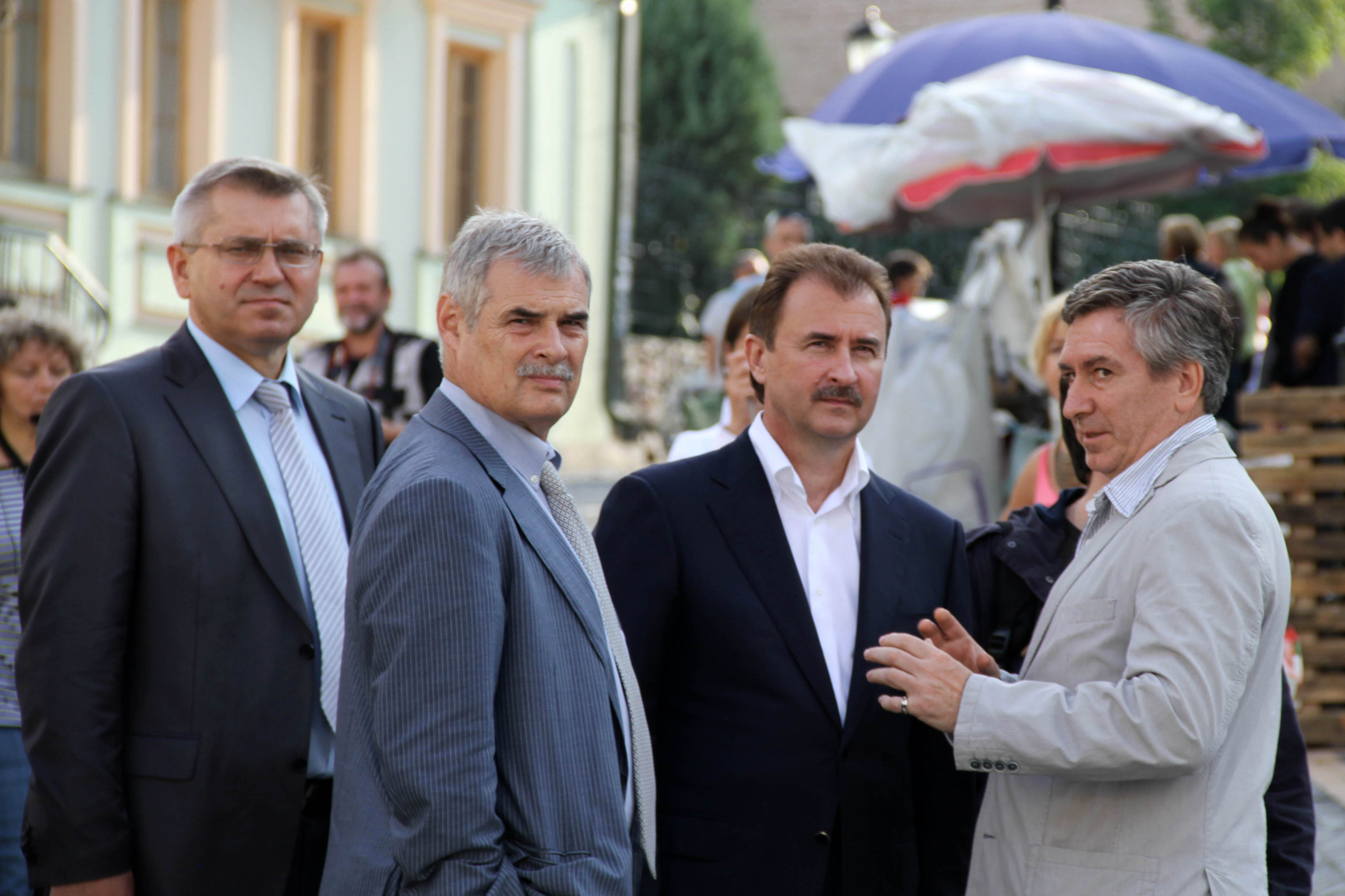
Попов А. П., Целовальник С. А. и др. на Андреевском спуске.

Серге́й Анато́льевич Целова́льник (род. 25 января 1952, Севастополь) — советский и украинский архитектор, бывший главный архитектор Киева (2010—30 сентября 2015 года), Вице-президент Национального союза архитекторов, заслуженный архитектор Украины.

## Биография
Сергей Анатольевич родился в 1952 году в городе Севастополе. В 1975 году окончил Киевский инженерно-строительный институт. С 1980 года работал главным художником Севастополя. Через десять лет стал главным архитектором Севастополя. В 1990 году окончил аспирантуру московской Академии общественных наук. С 1993 года по 1995 год был первым заместителем главного архитектора города Киева. В 2005 году создал проектную компанию ООО «Целина», которое проектировало жилищно-офисный центр на улице Серафимовича, бизнес-центр «Андреевский-плаза». Был рецензентом проектов Градостроительного совета Киева (вышел в связи с несогласием с градостроительной политикой совета).
После Евромайдана предложил снести Арку дружбы народов, Родину-мать и стадион «Динамо».
30 сентября 2015 года В. Кличко, когда С. Целовальник был в больнице, нарушив украинский закон уволил Сергея Целовальника (и обоих его замов) с должности директора департамента градостроительства и архитектуры Киевской городской государственной администрации, по причине несоответствия занимаемой должности.

## Критика
Депутаты фракции УДАР В. Кличко 12 июля 2012 года заявили: 

Во всем мире естественные или рукотворные объекты мечтают получить статус ЮНЕСКО как гарантию сохранности и целостности. А здесь человек, который должен в первую очередь заботиться о защите исторических и архитектурных памятников, фактически позволяет их уничтожать. Такой человек не имеет права занимать должность главного архитектора Киева.